# Мурівка конголезька
Мурівка конголезька (Phedinopsis brazzae) — вид горобцеподібних птахів родини ластівкових (Hirundinidae). Поширений в Африці.

## Назва
Видова назва brazzae вшановує французького дослідника П'єра Саворньяна де Бразза, який пізніше став генерал-губернатором Французького Конго, який зібрав типовий зразок.

## Поширення
Ареал цього виду спочатку було маловідоме, і тривалий час типовий екземпляр, що отриманий в Нганчу в районі Нгабе на території сучасної Республіки Конго і зберігається у Паризькому музеї, був єдиним зареєстрованим зразком цього виду. У 1922 році отець Каллеварт зібрав 20 мартинів поблизу Лулуабурга (тепер Кананга в ДР Конго). Тепер відомо, що цей птах розмножується на півдні Демократичної Республіки Конго (ДРК), Республіки Конго та в північній Анголі. Існує одне ймовірне спостереження з південно-східного Габону. Мешкає у лісистих саванах, лісах міомбо та відкритих лісах.

## Опис
Птах сягає 12 см завдовжки. Верхня частина тіла сіро-коричнева, нижня частина тіла вкрита білими чорними смугами, а оперення грудей має коричневий відтінок. Статі схожі, але молоді птахи мають розмитіші смуги на грудях і червонувато-коричневі краї пір’я спини та крил.

## Спосіб життя
Гніздиться в норах на берегах річок і відкладає кладку з трьох білих яєць. Цей птах харчується летючими комахами, зокрема термітами, і може полювати над річками або відкритою саваною. На годуванні утворює змішані зграї з іншими ластівками.